# Mondo Cannibale 3 – Die blonde Göttin der Kannibalen
Mondo Cannibale 3 – Die blonde Göttin der Kannibalen (Mondo cannibale) ist ein dem Exploitation-Genre nahestehender Kannibalenfilm von Jess Franco, der 1980 in französischer Produktion entstand. Häufig wird der Film auch als italienische bzw. spanisch-deutsche Produktion geführt, da der Film ursprünglich von der spanischen Produktionsfirma Magma Films finanziert hätte werden sollen. Co-Produzent/Co-Regisseur Francesco Prosperi's Involvierung hatte marketing-technische Gründe, war doch sein Namensvetter Franco Prosperi für die umstrittenen, aber populären "Mondo Cane" Filme der 60er verantwortlich. Der Titel "Mondo Cannibale" in Zusammenhang mit einem 'Prosperi' sollte dem Publikum einen Zusammenhang suggerieren.
Entgegen dem deutschen Titel handelt es sich nicht um den dritten Teil einer Filmreihe, die 1972 mit Umberto Lenzis Mondo Cannibale begann, sondern um einen eigenständigen Film, der – wie auch Mondo Cannibale, 2. Teil – Der Vogelmensch (1977) – einen irreführenden Filmnamen trägt und keinen Bezug zu den Vorgängern hat.
Für eine DVD-Veröffentlichung gab man einem weiteren Abenteuerfilm Francos (der in Deutschland zuerst als Diamonds of Kilimandjaro erschien), nicht zuletzt wegen besserer Vermarktungschancen, den reißerischen deutschen Titel Mondo Cannibale 4 – Nackt unter Wilden, obgleich dieser weder etwas mit dem Kannibalenfilmgenre noch mit anderen Produktionen gemein hat. Es handelt sich lediglich um einen Vermarktungstrick.
Der Film wurde im August 1982 von der Bundesprüfstelle für jugendgefährdende Schriften indiziert und im März 1988 vom Amtsgericht München nach § 131 StGB beschlagnahmt. Die Beschlagnahme wurde im Januar 2025 aufgehoben.

## Handlung
Der Tropenspezialist Professor Jeremy Taylor bereist in Begleitung seiner Ehefrau Elisabeth und der gemeinsamen Tochter Lena im Rahmen einer Expedition den Dschungel Malawis. Unterwegs wird ihr gechartertes Boot urplötzlich von Kannibalen angegriffen. Der einheimische Bootsführer und Taylors Gattin werden bestialisch ermordet, während der Wissenschaftler in das Kannibalendorf verschleppt wird, wo ihm ein Arm abgehackt wird. Zeitgleich entdeckt der alternde Häuptling der Menschenfresser die bewusstlose Lena. Der Alte preist das junge Mädchen als neue „weiße Göttin“ an, woraufhin die Wilden von Taylor ablassen und sich der Verehrung ihrer neuen Gottheit widmen. Der schwer verletzte Taylor nutzt die Gunst der Stunde zur Flucht in die Zivilisation – allerdings ohne seine Tochter.
In New York wird der traumatisierte Wissenschaftler zunächst medizinisch behandelt und über Jahre gepflegt. Die Schilderungen seiner Erlebnisse finden allerdings kaum Gehör, obgleich er einst verletzt und allein zurückkehrte. Lediglich seine Pflegerin Ana glaubt ihm. Nach seiner Genesung fasst Taylor den Entschluss, seine verschollene Tochter zu suchen, da er überzeugt ist, dass sie noch lebt. Es gelingt ihm, seinen ehemaligen Auftraggeber, die Firma Shelton, für die Finanzierung einer weiteren Unternehmung ins gefährliche Kannibalengebiet zu gewinnen. Mit einer Gruppe wohlhabender Abenteurer, deren Mitnahme Bedingung war und die sich auf einer vergnüglichen Reise wähnen, startet Taylor die Expedition.
Im undurchdringlichen Kannibalengebiet wird die illustre Reisegesellschaft feindselig empfangen und der Reihe nach dezimiert. Lediglich Professor Taylor, Ana und ein Fotograf namens John überleben. Nach weiteren Torturen wird das Trio vom Kannibalenstamm überwältigt und gefangen genommen. Als Ana im Eingeborenendorf brutal abgeschlachtet wird und den beiden anderen Gefangenen ein ähnliches Schicksal bevorsteht, erscheint Taylors verschollene Tochter Lena, die inzwischen aufgrund ihrer Haut- und Haarfarbe als weiße Göttin über die Kannibalen herrscht. Zugleich ist sie die Frau des Stammesführers. Die selbstbewusste Frau verbietet ihren Untergebenen, die Gefangenen zu töten. Zu nächtlicher Stunde befreit Lena die beiden Gefangenen, die daraufhin die Flucht ergreifen. Sie selbst wählt ein Leben bei ihrem Stamm. Wenig später versucht Taylor, seine Tochter gegen ihren Willen zu entführen, doch der Versuch scheitert kläglich. John wird beim Fluchtversuch vom aufgebrachten Kannibalen-Anführer getötet. Der einarmige Taylor erwehrt sich am Ende des Films erfolgreich der Attacken des Stammesführers und besiegt ihn letztendlich. Damit das Leben ihres Mannes verschont bleibt, entscheidet sich Lena geistesgegenwärtig, ihrem Vater in die Fremde zu folgen. Die Kannibalen werden so ihrer weißen Göttin beraubt.